# Gordon Douglas
Gordon Douglas Brickner (15. december 1907 – 29. september 1993) var en amerikansk filminstruktør, som instruerede mange forskellige genrer af film indenfor de fem årtier, som hans arbejde strakte sig over. Han var bosat i New York.
Han instruerede for flere forskellige filmselskaber og med kendte kunstnere, så som Bob Hope, Frank Sinatra, Sidney Poitier samt Elvis Presley i hans lystspil Follow That Dream.
Gordon Douglas døde som 85-årig af kræft i 1993 i Los Angeles, Californien.

## Links
- Gordon Douglas på Internet Movie Database (engelsk)
- Gordon Douglas på Filmdatabasen
- Gordon Douglas på Svensk Filmdatabas (svensk)
- Gordon Douglas på AlloCiné (fransk)
- Gordon Douglas på AllMovie (engelsk)
- Gordon Douglas på Turner Classic Movies (engelsk)
- Gordon Douglas på The Movie Database (engelsk)
- Gordon Douglas på Encyclopædia Britannica Online (engelsk)